# Édouard Hippolyte Alexandre Gerardin
Pour les articles homonymes, voir Gérardin.
 (décembre 2014).
Si vous disposez d'ouvrages ou d'articles de référence ou si vous connaissez des sites web de qualité traitant du thème abordé ici, merci de compléter l'article en donnant les références utiles à sa vérifiabilité et en les liant à la section « Notes et références ».
Édouard Hippolyte Alexandre Gérardin (né le 15 décembre 1889 à Choisy-le-Roi et mort le 20 avril 1936 à Rabat) était un diplomate français et ambassadeur de France en Pologne de 1921 à 1923 puis consul général à Bangkok de 1923 à 1925 et à Rabat de 1927 à 1935.

## Biographie
Il fait ses humanités à Paris où il étudie le droit à la Sorbonne puis s'oriente vers une carrière politique.
En septembre 1914, il est envoyé comme officier au front mais en revient en Norvège[Quoi ?] et est jugé inapte au combat.
Il commence sa carrière comme attaché diplomatique à l'ambassade française de Washington en 1917 puis est muté à La Haye en 1920.
Il devient consul diplomatique à Mayence en 1920 puis à Gdansk avant d'être nommé ambassadeur de France en Pologne entre 1921 et 1923. Il est nommé en 1923 consul général de Bangkok, puis consul général de Rabat en 1927. 
Il reçoit la Légion d'honneur en 1925 et est nommé officier en 1935.